# Joaquim Serrano
Pour les articles homonymes, voir Serrano.
Joaquim Serrano, de son nom complet Joaquim Oliveira Serrano, est un footballeur portugais né le 26 mai 1911 à Aveiro et mort à une date inconnue. Il évoluait au poste de défenseur.

## Biographie

### En club
Joaquim Serrano est joueur du Sporting Portugal de 1932 à 1939,.
Avec le Sporting, Joaquim Serrano remporte le Campeonato de Portugal en 1934, 1936 et 1938, c'était la seule compétition nationale existante avant l'introduction de la première division portugaise et elle se déroulait sous un format similaire à la Coupe nationale actuelle.
Il dispute un total de 29 matchs pour aucun but marqué en première division portugaise,.

### En équipe nationale
International portugais, il reçoit une unique sélection en équipe du Portugal. Le 11 mars 1934, le Portugal s'incline sur une défaite 0-9 à Madrid lors du barrage-aller pour la Coupe du monde 1934 contre l'Espagne.

## Palmarès
Sporting
- Campeonato de Portugal (1) :
  - Vainqueur : 1933-34, 1935-36 et 1937-38.

- Championnat de Lisbonne (5) :
  - Champion : 1933-34, 1934-35, 1935-36, 1936-37 et 1938-39.